# وی‌جی چارتز
وی‌جی چارتز (به انگلیسی: VG Chartz) یک شبکه از پنج وب‌گاه‌های بازی‌های ویدئویی است - وی‌جی چارتز، گیم‌رفید، گیم‌رریویو و گیم‌رکانکت. وی‌جی چارتز، خودش یکی از پنج شبکه اصلی وی‌جی چارتز و وظیفه‌اش، ردیابی فروش بازی‌های ویدئویی که آمار فروش هفتگی نرم‌افزار و سخت‌افزار کنسول‌های منطقه را فراهم می‌کند. این سایت در ژوئن ۲۰۰۵ افتتاح شده و مالک آن برت والتون است. با استفاده از ده نفر، وی‌جی چارتز برای تجزیه و تحلیل داده‌ها در سراسر جهان، ابزاری فراهم می کند و تجزیه و تحلیل به طور منظم در سراسر جهان که نوشته شده است، از داده‌های آن را فراهم می‌شود.